# San Miguel Quetzaltepec (kommun)
San Miguel Quetzaltepec är en kommun i Mexiko.   Den ligger i delstaten Oaxaca, i den sydöstra delen av landet, 400 km sydost om huvudstaden Mexico City.
Följande samhällen finns i San Miguel Quetzaltepec:
- San Miguel Quetzaltepec
- Pueblo Nuevo
- El Armadillo